# Herbert Scherreiks
Herbert Scherreiks (* 27. Januar 1930 in New York, USA; † 7. Juni 2016 in München) war ein amerikanisch-deutscher Bühnenbildner.

## Leben
Von 1945 bis 1949 absolvierte Scherreiks ein Kunststudium an der School of Industrial Arts in New York City sowie am Pratt Institute. Während seines Militärdienstes bei der US-Army war er 1951–1953 in Bayern stationiert. Ab 1953 studierte er zwei Jahre an der Münchner Kunstakademie, Schwerpunkt Bühnenbild. Anschließend war er 1955–1959 Assistent von Helmut Jürgens an der Bayerischen Staatsoper. Von 1959 bis 1962 wirkte er am Schauspielhaus Bochum unter Intendant Hans Schalla, danach zwei Jahre am Hessischen Staatstheater Wiesbaden und die folgenden vier an den Theatern Bern und St. Gallen. 
1971 bis 1979 waren die Städtischen Bühnen in Gießen, Bremerhaven, Essen und Wuppertal seine Wirkungsstätte. 1979 bis 1992 war er als freischaffender Bühnenbildner u. a. tätig an den Staatstheatern Darmstadt, Kassel, Hamburg und den Städtischen Bühnen Mainz, Kaiserslautern, Münster. Ab 1993 fokussierte er seine künstlerische Arbeit auf die Städtischen Bühnen Augsburg (Wozzeck 1997), Neue Schaubühne München, Theater am Max II, Sommertheater Feuchtwangen. Parallel zur Bühnenarbeit entstehen Bildkästen, Installationen und Ausstellungsarchitektur (z. B. 1987 „Anziehungskräfte“, Stadtmuseum München).
Scherreiks lebte und arbeitete in München und in Schloss Kalling/Oberbayern.